# Décima Quinta Força Aérea dos Estados Unidos
A Décima Quinta Força Aérea foi criada no dia 1 de Fevereiro de 1943. Tornou-se famosa por ser uma das forças aéreas numeradas dos Estados Unidos da América a combater na Europa durante a Segunda Guerra Mundial. Durante a Guerra Fria, participou também na Guerra da Coreia, na Guerra do Vietname e na Operação Desert Storm.
Re-designada Fifteenth Expeditionary Mobility Task Force (15 EMTF) a partir de 1 de Outubro de 2003, foi desactivada no dia 20 de Março de 2012 e as suas funções e responsabilidades foram assumidas pela Décima Oitava Força Aérea.
A 15 EMTF fornecia o transporte aéreo estratégico para todas as agências do Departamento de Defesa dos Estados Unidos, assim como assegurava o reabastecimento para a Força Aérea tanto em tempo de paz como em tempo de guerra. As aeronaves destacadas para estas missões eram o C-5 Galaxy, o C-9 Nightingale, o C-17 Globemaster III, o C-21, o C-130 Hercules, o KC-10 Extender e o KC-135 Stratotanker.